# آوگوست کوک
آوگوست کوک (استونیایی: August Kukk; ۲۴ آوریل ۱۹۰۸ – ۵ آوریل ۱۹۸۸) کشتی‌گیر اهل استونی بود. وی در مسابقات وزن ۷۲ کیلوگرم کشتی آزاد بازی‌های المپیک تابستانی ۱۹۳۶ شرکت کرده‌بود.